# Ернест Наґель
Ернест Наґель (англ. Ernest Nagel; 1901, Нейштадтль, Австро-Угорщина (нині Нове-Мєсто, Словаччина) — 1985, Нью-Йорк, США) — чесько-американський філософ науки. Разом з Р. Карнапом, Г. Рейхенбахом і К. Г. Гемпелем вважається однією з найбільших фігур в русі логічного позитивізму.
Розробив концепцію так званого «контекстуального натуралізму», близьку до матеріалізму, але з рядом положень в дусі неопозитивізму і прагматизму.
Автор ряду праць з логіки та методології науки, в тому числі «Введення в логіку і науковий метод» (An introduction to logic and scientific method, 1934; спільно з М. Р. Коеном), «Логіка без метафізики» (Logic without metaphysics, 1956), «Докази Геделя» (Gödel's Proof,), у співавторстві з Джеймсом Ньюменом (1958), «Структура науки» (The Structure of Science, 1961).